# موغاللا
شهرک موغاللا (به اویغوری: مۇغاللا بازىرى)(به چینی: 木尕拉镇، به پین‌یین:‌ Mùgǎlā Zhèn) یک شهرک در جمهوری خلق چین است که مرکز اداری شهرستان کرییه می باشد. شهرک موغاللا ۳۰٬۱۷۹ نفر جمعیت دارد.